# Holland Roden
Holland Marie Roden (Dallas, Texas, 1986. október 7. –) amerikai színésznő, legismertebb szerepe Lydia Martin a Teen Wolf – Farkasbőrben című sorozatban.

## Gyermekkora
Holland 1986. október 7-én született a texasi Dallasban. Már egészen fiatalon érdekelte a színészkedés, ám tanulmányaira nagyobb hangsúlyt fektetett. A Hockaday School intézményében tanult, ami egy csak lányoknak fenntartott bentlakásos iskola, innen az UCLA molekuláris biológia és női tanulmányok szakára került, ahol három és fél évig orvosi gyakorlatokra járt és tanult, hogy kardiológiai sebész legyen. Nappali tagozatra járt, de az időbeosztása miatt végül szakot váltott, a diplomáját viszont sikeresen megszerezte.

## Pályafutása
Holland pályafutását az HBO-nál kezdte, a 12 Miles of Bad Road című sorozatban, ahol Bronwynt játszotta. 2008-ban Emily Locke-ot játszotta a Lost című sorozatban. 2008–2010-ben több szerepet is játszott, például a CSI: A helyszínelők, a Cold Case, a Weeds, a Community és a Gyilkos elmék sorozatokban.
2011 és 2012-ben több vendégszerepet is vállalt a Grace klinika, a Memphis Beat sorozatokban, továbbá játszott a House of Dustban is.
Holland Lydia Martint játszotta a Teen Wolf – Farkasbőrben című sorozatban, amely 2011 júniusában debütált. A sorozatban Tyler Posey, Dylan O'Brien, Tyler Hoechlin, Crystal Reed, Arden Cho, JR Bourne, Linden Ashby, Jill Wagne, Michael Hogan, Eaddy Mays, Seth Gilliam színészekkel játszott együtt.

## Szerepei
| Év        | Eredeti cím                    | Magyar cím               | Epizód           | Szerep          |
| --------- | ------------------------------ | ------------------------ | ---------------- | --------------- |
| 2007      | CSI: Crime Scene Investigation | CSI: A helyszínelők      | 8. évad 7. rész  | Kira Dellinger  |
| 2008      | 12 Miles of Bad Road           | -                        | -                | Bronwyn         |
| 2008      | Lost                           | Lost - Eltűntek          | 4. évad 11. rész | Emily Locke     |
| 2008      | Cold Case                      | Döglött akták            | 6. évad 4. rész  | Missy Gallavan  |
| 2009      | Pushed                         | -                        | -                | Sascha          |
| 2009      | Weeds                          | Nancy ül a fűben         | 5. évad 1. rész  | Yogurt Peddler  |
| 2009      | Community                      | Balfékek                 | 1. évad 10. rész | Lány            |
| 2010      | Criminal Minds                 | Gyilkos elmék            | 5. évad 20. rész | Rebecca Daniels |
| 2010      | The Event                      | Az esemény               | 1. évad 6. rész  | A fiatal Violet |
| 2011      | Memphis Beat                   | -                        | 2. évad 3. rész  | Jill Simon      |
| 2011-2018 | Teen Wolf                      | Teen Wolf . Farkasbőrben | Minden epizód    | Lydia Martin    |
| 2012      | Grey's Anatomy                 | Grace klinika            | 8. évad 11. rész | Gretchen Shaw   |
| 2017      | Channel Zero                   | -                        | 3. évad          | Zoe Woods       |
| 2017      | Lore                           | -                        | 1. évad          | Bridget Cleary  |

| Év    | Eredeti cím                        | Magyar cím                       | Típus    | Szerep           |
| ----- | ---------------------------------- | -------------------------------- | -------- | ---------------- |
| 2004  | Consideration                      | -Consideration                   | Kisfilm  | Angela           |
| 2004  | Back at the Ranch                  | -Vissza a Ranch-ba               | Kisfilm  | Dawn Leatherwood |
| 2009  | Bring It On: Fight to the Finish   | Hajrá csajok: A nagy összecsapás | Vígjáték | Skyler           |
| 2011  | Charlie Brown: Blockhead's Revenge | -                                | Kisfilm  | Peppermint Patty |
| 2011ė | Morning Love                       | -                                | Kisfilm  | Lány             |
| 2013  | House of Dust                      | Ház a fényben                    | Horror   | Gabby            |
| 2016  | Fluffy                             |                                  | Kisfilm  | Leah Feeney      |

## Elnyert díjak
2013: Young Hollywood Awards? a legjobb színészcsoportnak (megosztva Tyler Poseyval, Crystal Reeddel, Dylan O’Briennel és Tyler Hoechlinnel) - a Teen Wolf – Farkasbőrben sorozatban

## További információ
- Holland Roden a PORT.hu-n (magyarul)
- Holland Roden az Internetes Szinkronadatbázisban (magyarul)
- Holland Roden az Internet Movie Database-ben (angolul)
- Holland Roden a Rotten Tomatoeson (angolul)